# Tambourelli
Tambourelli är ett sport som uppfanns i Galloway i Skottland på 1970-talet.   Sedan dess har sporten spridit sig över hela världen, med små aktiva klubbar i bland annat England, Skottland, Tyskland, Japan och Sverige. 
Tambourelli spelas inomhus (eller utomhus) mellan två eller fyra spelare på särskilda banor som delas med ett nät. Spelet är mycket likt badminton. Vid spelet slås en fjäderboll med hjälp av ett tambourelliracket (vilket liknar en tamburin utan bjälror) över nätet mellan spelarna. Poäng tilldelas när någon av spelarna missar sitt slag eller slår ut bollen utanför spelplanen. 
Årligen hålls ett världsmästerskap i Tambourelli, såväl som många andra turneringar i olika delar av välrden.

## Tambourelli-VM
Tambourelli-VM hölls ursprungligen exklusivt i Dumfries och Galloway i sydvästra Skottland. Under 1990-talet flyttades turneringar till sydvästra England, nära Totnes i Devon. Nyligen har VM turneringen skiftat mellan Sverige, Tyskland och England. Evenemanget inkluderar för närvarande en singelturnering för män, en singelturnering för damer, en mixed dubbelturnering och juniorsingel- och dubbelturneringar.
Sedan 2002 har separata singeltävlingar för män och singel för kvinnor hållits. Från 1991 till 2001 hölls bara en "öppen" kategori där vem som helst kunde delta. . 
För historiska ändamål kallas mästarna från eran 1991-2001 här som mästare i singel för män, eftersom ingen kvinna någonsin vann den öppna kategorin (även om Indy Priestman kom nära och nådde finalen 2001). Före 1991 fanns det i allmänhet också separata herr- och damsinglar även om huvudvikten i turneringarna låg på tävlingen Mixed Doubles.
Turneringens format kan variera beroende på antalet deltagare och tillgången på tid och utrymme, samt värdarnas preferenser. Vanligtvis finns det ett gruppspel där ett enskilt spel till 21 spelas, följt av ett utslagssteg med 4, 8 eller 16 deltagare där varje match är bäst-av-3.
I kategorin Mixed Doubles har parningar traditionellt avgjorts genom att dra namn ur en hatt. När seedade spelare dras samman placeras dessa namn tillbaka i och ritas om, syftet är att tillåta att inget lag ska vara överdrivet dominant och för den slumpmässiga parningen av erfarna och oerfarna spelare eller de med olika förmåga i samma tävling. Vid vissa turneringar är dubbelpar förvalda. Detta är generellt fallet i Tyskland där separata herrdubbel-, damdubbel- och mixeddubbeltävlingar har hållits.

### Herrsingel världsmästare efter år
| Year | Winner                  | Runner-up               | Venue                                  |
| ---- | ----------------------- | ----------------------- | -------------------------------------- |
| 2024 | Alexander Christen      | Isak Lindstedt          | London                                 |
| 2023 | Not decided             | Not decided             | Kleinnaundorf                          |
| 2022 | Alexander Christen      | Isak Lindstedt          | Stehag                                 |
| 2021 | No tournament held      | No tournament held      | N/A                                    |
| 2020 | No tournament held      | No tournament held      | N/A                                    |
| 2019 | Alexander Christen      | Rowan Appleton-Wickens  | Stehag                                 |
| 2018 | Sebastian Rose          | Bazil Hughes            | Merrick Leisure Centre, Newton Stewart |
| 2017 | Bazil Hughes            | Marco Zink              | Riverford Farm, Devon                  |
| 2016 | Marco Zink              | Bazil Hughes            | Dresden                                |
| 2015 | Sebastian Rose          | Marco Zink              | Merrick Leisure Centre, Newton Stewart |
| 2014 | Bazil Hughes            | Finn Lennartsson        | Riverford Farm, Devon                  |
| 2013 | Bazil Hughes            | Malcolm Heyes           | Dresden                                |
| 2012 | Malcolm Heyes           | Seth Priestman          | Riverford Farm, Devon                  |
| 2011 | Bazil Hughes            | Malcolm Heyes           | Riverford Farm, Devon                  |
| 2010 | Liam Campbell           | Ezra Cohen              | Merrick Leisure Centre, Newton Stewart |
| 2009 | Daniel Francis-Bernson  | Ezra Cohen              | Riverford Farm, Devon                  |
| 2008 | Ezra Cohen              | Peter MacCarthy         | Riverford Farm, Devon                  |
| 2007 | Daniel Francis-Bernson  | Ezra Cohen              | Riverford Farm, Devon                  |
| 2006 | Malcolm Heyes           | Paddy Bos Coe           | Riverford Farm, Devon                  |
| 2005 | Malcolm Heyes           | Ezra Cohen              | Riverford Farm, Devon                  |
| 2004 | Richard Cohen           | Malcolm Heyes           | Riverford Farm, Devon                  |
| 2003 | Malcolm Heyes           | Ezra Cohen              | Riverford Farm, Devon                  |
| 2002 | Malcolm Heyes           |                         | Riverford Farm, Devon                  |
| 2001 | Richard Cohen           | Indy Priestman          | Riverford Farm, Devon                  |
| 2000 | Malcolm Heyes           | Peter MacCarthy         | Riverford Farm, Devon                  |
| 1999 | Paddy Bos Coe           | Malcolm Heyes           | Riverford Farm, Devon                  |
| 1998 | Paddy Bos Coe           | Seth Priestman          | chez Finn & Ella, Garlieston           |
| 1997 | Paddy Bos Coe           | Luke Feldman            | Minniwick, Galloway                    |
| 1996 | Seth Priestman          | Cyrus Colquhitt         | chez Rex Pyke, Garlieston              |
| 1995 | Davey Mackenzie         | Seth Priestman          | Knowe Farm, Galloway                   |
| 1994 | Malcolm Heyes           | Andy Priestman          | Corriedoo, Galloway                    |
| 1993 | Guy Feldman             | Andy Priestman          | chez Rex Pyke, Garlieston              |
| 1992 | Andy Priestman          |                         |                                        |
| 1991 | Andy Priestman          |                         | Mochrum Park, Galloway                 |
| 1990 | Mike Sullivan           | Andy Priestman          | Loch Grannoch, Galloway                |
| 1989 | Brendan Colvert         | Brishendra Dutt         | Euchanbank, Galloway                   |
| 1988 | Francis O'Dempsey       | Andy Priestman          | Mochrum Park, Galloway                 |
| 1987 |                         |                         | Castle Stewart, Galloway               |
| 1986 | No Men's Singles Played | No Men's Singles Played | Balmaclellan, Galloway                 |
| 1985 | No Men's Singles Played | No Men's Singles Played | Minniwick, Galloway                    |
| 1984 | Andy Priestman          | Kim Middleton           | Castle Stewart, Galloway               |
| 1983 |                         |                         |                                        |
| 1982 | Davey Mackenzie         | Andy Priestman          | Corriedoo, Galloway                    |
| 1981 |                         |                         |                                        |

### Världsmästare i damsingel efter år
| Year       | Winner                                     | Runner-up                        | Venue                                  |
| ---------- | ------------------------------------------ | -------------------------------- | -------------------------------------- |
| 2024       | Lisa Zink                                  | Silke Bruns                      | London                                 |
| 2023       | Indy Lennartson* Anja Lund* Patricia Poch* | Not decided                      | Kleinnaundorf                          |
| 2022       | Anja Lund                                  | Carmen Ketelhut                  | Stehag                                 |
| 2021       | No tournament held                         | No tournament held               | N/A                                    |
| 2020       | No tournament held                         | No tournament held               | N/A                                    |
| 2019       | Indy Lennartsson (née Priestman)           | Katrin Ueberfuhr                 | Stehag                                 |
| 2018       | Jasmine Bosenick                           | Katrin Ueberfuhr                 | Merrick Leisure Centre, Newton Stewart |
| 2017       | Katrin Ueberfuhr                           | Chloe Bruce                      | Riverford Farm, Devon                  |
| 2016       | Amke de Buhr                               | Inga Höben                       | Dresden                                |
| 2015       | Jasmine Bosenick                           | Gabriele Rose                    | Merrick Leisure Centre, Newton Stewart |
| 2014       | Jasmine Bosenick                           | Indy Lennartsson (née Priestman) | Riverford Farm, Devon                  |
| 2013       | Indy Priestman                             | Anne Larisch                     | Dresden                                |
| 2012       | Indy Priestman                             | Jasmine Bosenick                 | Riverford Farm, Devon                  |
| 2011       | Stacey Duff                                | Dilushi Jayasingha               | Riverford Farm, Devon                  |
| 2010       | Indy Priestman                             | Stacey Duff                      | Merrick Leisure Centre, Newton Stewart |
| 2009       | Indy Priestman                             | Chloe Bruce                      | Riverford Farm, Devon                  |
| 2008       | Indy Priestman                             | Isla Craik                       | Riverford Farm, Devon                  |
| 2007       | Elizabeth Tindal                           | Isla Craik                       | Riverford Farm, Devon                  |
| 2006       | Indy Priestman                             | Isla Craik                       | Riverford Farm, Devon                  |
| 2005       | Indy Priestman                             | Isla Craik                       | Riverford Farm, Devon                  |
| 2004       | Indy Priestman                             | Isla Craik                       | Riverford Farm, Devon                  |
| 2003       | Indy Priestman                             | Rachel Chelka                    | Riverford Farm, Devon                  |
| 2002       | Indy Priestman                             |                                  | Riverford Farm, Devon                  |
| 2001- 1991 | No Women's Singles Played                  | No Women's Singles Played        |                                        |
| 1990       | Rosey Priestman                            | Mandi McInnes                    | Loch Grannoch, Galloway                |
| 1989       | Rosey Priestman                            |                                  | Euchanbank, Galloway                   |
| 1988       | Rosey Priestman                            |                                  | Mochrum Park, Galloway                 |
| 1987       | Rosey Priestman                            |                                  | Castle Stewart, Galloway               |
| 1986       | Rosey Priestman                            | Sarah Feldman                    | Balmaclellan, Galloway                 |
| 1985       | No Women's Singles Played                  | No Women's Singles Played        | Minniwick, Galloway                    |
| 1984       | Rosey Priestman                            |                                  | Castle Stewart, Galloway               |
| 1983       | Rosey Priestman                            |                                  |                                        |
| 1982       | No Women's Singles Played                  | No Women's Singles Played        | Corriedoo, Galloway                    |
|            |                                            |                                  |                                        |

† Visas är mästaren och tvåan från ålderskategorin över 18 år. 2023 fanns det strikta åldersgränser så att spelare över 40, inklusive titelförsvararen Anja Lund, inte fick gå in i kategorin över 18 år.
*Indy Lennartson vann kategorin över 40, och Anja Lund vann kategorin över 50 och Patricia Poch vann kategorin 18+, kontroversiellt har alla tre anspråk på att vara mästare i damsingel 2023.

### Mixed dubbel världsmästare efter år
| Year  | Winner                                   | Runner-up                                     | Venue                                  |
| ----- | ---------------------------------------- | --------------------------------------------- | -------------------------------------- |
| 2024  | Rowan Appleton-Wickens & Silke Bruns     | Malcolm Heyes & Ralph Teichert                | London                                 |
| 2023  | Not decided                              | Not decided                                   | Kleinnaundorf                          |
| 2022  | Alexander Christen & Kyou Colquitt       | Eric Lo & Bazil Hughes                        | Stehag                                 |
| 2021  | No tournament held                       | No tournament held                            | N/A                                    |
| 2020  | No tournament held                       | No tournament held                            | N/A                                    |
| 2019  | Sebastian Rose & Hugh Wallis             | Finn Lennartsson & Hannah Franz               | Stehag                                 |
| 2018  | Graham Moffat & Jason Littlefield        | Indy Lennartsson & Lutz Reiter                | Merrick Leisure Centre, Newton Stewart |
| 2017  | Chloe Bruce & Ringo Sobiella             | Nik Clark & Taliesin Appleton-Wickens         | Riverford Farm, Devon                  |
| 2016† | Dominic Hauke & Nadine Harmatschek       | Bazil Hughes & Chloe Bruce                    | Dresden                                |
| 2015  | Bazil Hughes & Taliesin Appleton-Wickens | Marco Zink & Kevin Witt                       | Merrick Leisure Centre, Newton Stewart |
| 2014  | Silver Levy-So & Tom Amey                | Daniel Francis-Bernson & Finlay Porter        | Riverford Farm, Devon                  |
| 2013  | No Mixed Doubles                         | No Mixed Doubles                              | Dresden                                |
| 2012  | Malcolm Heyes & Tom Amey                 | Evan Barretxeguren-Priestman & Seth Priestman | Riverford Farm, Devon                  |
| 2011  | Ezra Cohen & Seth Priestman              | Johnny Tillbrook & Malcolm Heyes              | Riverford Farm, Devon                  |
| 2010  | Jack Higginson & Saul Woollacott         | Andy Priestman & Bazil Hughes                 | Merrick Leisure Centre, Newton Stewart |
| 2009  | Andy Priestman & Phillipp Bahner         | Indy Priestman & Jack Butcher                 | Riverford Farm, Devon                  |
| 2008  | Aaron Priestman & Jacob Edwards          | Peter McCarthy & Mark Elliott                 | Riverford Farm, Devon                  |
| 2007  | Aaron Priestman & Richard Cohen          | Corin Liddle & Peter McCarthy                 | Riverford Farm, Devon                  |
| 2006  |                                          |                                               | Riverford Farm, Devon                  |
| 2005  |                                          |                                               | Riverford Farm, Devon                  |
| 2004  | Indy Priestman & Mark Elliott            | Malcolm Heyes & Yukiko Mori                   | Riverford Farm, Devon                  |
| 2003  | Malcolm Heyes & Tomoko Hori              | Ben Lockwood & Ezra Cohen                     | Riverford Farm, Devon                  |
| 2002  |                                          |                                               | Riverford Farm, Devon                  |
| 2001  | Indy Priestman & Seth Priestman          | Aaron Priestman & Malcolm Heyes               | Riverford Farm, Devon                  |
| 2000  |                                          |                                               | Riverford Farm, Devon                  |
| 1999  | Adam Cohen & Oliver Tringham             | Malcolm Heyes & Chelka                        | Riverford Farm, Devon                  |
| 1998  | Malcolm Heyes & Rosey Priestman          | Oliver Tringham & Thomas Turnbull             | chez Finn & Ella, Garlieston           |
| 1997  |                                          |                                               | Minniwick, Galloway                    |
| 1996  | Davey Mackenzie & Peter MacCarthy        | Malcolm Heyes & Thomas Turnbull               | chez Rex Pyke, Garlieston              |
| 1995  | Davey Mackenzie & George Howard          | Alan Thompson & Dave                          | Knowe Farm, Galloway                   |
| 1994  | Davey Mackenzie & Seth Priestman         |                                               | Corriedoo, Galloway                    |
| 1993  | Davey Mackenzie & Guy Feldman            | Andy Priestman & Dominic Kennedy              | chez Rex Pyke, Garlieston              |
| 1992  |                                          |                                               |                                        |
| 1991  |                                          |                                               |                                        |
| 1990  | Francis O'Dempsey & Karen Haggis         | Vince Thurkettle & Mark                       | Loch Grannoch, Galloway                |
| 1989  | Davey Mackenzie & Seth Priestman         |                                               | Euchanbank, Galloway                   |
| 1988  | Kenneth Dalbrae & Brendan Colvert        | Indy Priestman & Clare Melinsky               | Mochrum Park, Galloway                 |
| 1987  | Davey Mackenzie & Chris Heughan          |                                               | Castle Stewart, Galloway               |
| 1986  | Mike Sullivan & David Smith              | Andy Priestman & Mr. Sullivan                 | Balmaclellan, Galloway                 |
| 1985  | Kenneth Dalbrae & Tom Jones              |                                               | Minniwick, Galloway                    |
| 1984  | Andy Priestman & Rosey Priestman         |                                               | Castle Stewart, Galloway               |
| 1983  | Kenneth Dalbrae & Tom Jones              |                                               |                                        |
| 1982  |                                          |                                               | Corriedoo, Galloway                    |
| 1981  |                                          |                                               |                                        |